# 뉴욕/뉴저지 히트맨
| 뉴욕/뉴저지 히트맨 |                             |
| 콘퍼런스           | {{{콘퍼런스}}}              |
| 디비전             | 동부 디비전                 |
| 설립연도           | 2001년                      |
| 해체연도           | 2001년                      |
| 역사               | 뉴욕/뉴저지 히트맨 (2001년) |
| 경기장             | 자이언츠 스타디움           |
| 연고지             | 뉴저지주 이스트러더퍼드     |
| 소유주             | World Wrestling Federation  |
| 회장               |                             |
| 단장               | 드류 피어슨                 |
| 감독               | 러스티 틸먼                 |
| 리그 우승          |                             |
| 콘퍼런스 우승      | {{{콘퍼런스 우승}}}         |
| 디비전 우승        |                             |

뉴욕/뉴저지 히트맨(New York/New Jersey Hitmen)는 뉴저지주, 이스트러더퍼드를 연고지로 하는 XFL 동부 디비전 소속 미식축구 팀이다. 홈 경기장은 자이언츠 스타디움이다.